# Paolo Dal Molin
Paolo Dal Molin (ur. 31 lipca 1987 w Jaunde w Kamerunie) – włoski lekkoatleta specjalizujący się w sprinterskich biegach przez płotki.
W 2012 odpadł w półfinale biegu na 60 metrów przez płotki podczas halowych mistrzostw świata w Stambule. W tym samym roku nie udało mu się awansować do finału 110 metrów przez płotki na europejskim czempionacie w Helsinkach. Na początku 2013 został halowym wicemistrzem Starego Kontynentu. Medalista mistrzostw Włoch.

## Osiągnięcia
| Rok  | Impreza                   | Miejsce    | Konkurencja                     | Lokata     | Wynik |
| ---- | ------------------------- | ---------- | ------------------------------- | ---------- | ----- |
| 2012 | Halowe mistrzostwa świata | Stambuł    | bieg na 60 metrów przez płotki  | półfinał   | 7,92  |
| 2012 | Mistrzostwa Europy        | Helsinki   | bieg na 110 metrów przez płotki | półfinał   | 13,85 |
| 2013 | Halowe mistrzostwa Europy | Göteborg   | bieg na 60 metrów przez płotki  | 2. miejsce | 7,51  |
| 2014 | Halowe mistrzostwa świata | Sopot      | bieg na 60 metrów przez płotki  | eliminacje | 7,76  |
| 2014 | Mistrzostwa Europy        | Zurych     | bieg na 110 metrów przez płotki | półfinał   | 13,72 |
| 2018 | Halowe mistrzostwa świata | Birmingham | bieg na 60 metrów przez płotki  | eliminacje | 7,81  |
| 2018 | Mistrzostwa Europy        | Berlin     | bieg na 110 metrów przez płotki | półfinał   | 13,61 |
| 2021 | Halowe mistrzostwa Europy | Toruń      | bieg na 60 metrów przez płotki  | 3. miejsce | 7,56  |
| 2021 | Igrzyska olimpijskie      | Tokio      | bieg na 60 metrów przez płotki  | półfinał   | 13,40 |
| 2023 | Halowe mistrzostwa Europy | Stambuł    | bieg na 60 metrów przez płotki  | 5. miejsce | 7,62  |

## Rekordy życiowe
- Bieg na 60 metrów przez płotki (hala) – 7,51 (2013) były rekord Włoch
- Bieg na 110 metrów przez płotki – 13,27 (2021) rekord Włoch